# Giovanni Bodini
Giovanni Bodini (Leno, 1º ottobre 1926) è un ex calciatore italiano, di ruolo attaccante.

## Carriera
Cresce nel Brescia, dove ha esordito in Serie B il 21 novembre 1948 in Brescia-Cremonese (4-0), giocando in tutto 10 incontri con le rondinelle. Ha poi disputato due campionati a Jesi in terza serie e successivamente ha giocato a Piombino, due campionati di Serie B con 65 presenze e 16 reti realizzate. Poi passa a Treviso sempre in Serie B con 25 presenze e 3 reti, in seguito a Livorno in Serie C contribuendo alla promozione dei toscani, poi si trasferisce a Pavia, nella stessa categoria, infine conclude con la maglia del Trapani la sua carriera, durante la quale ha disputato 100 incontri in Serie B, realizzando 23 reti.